# Skyter

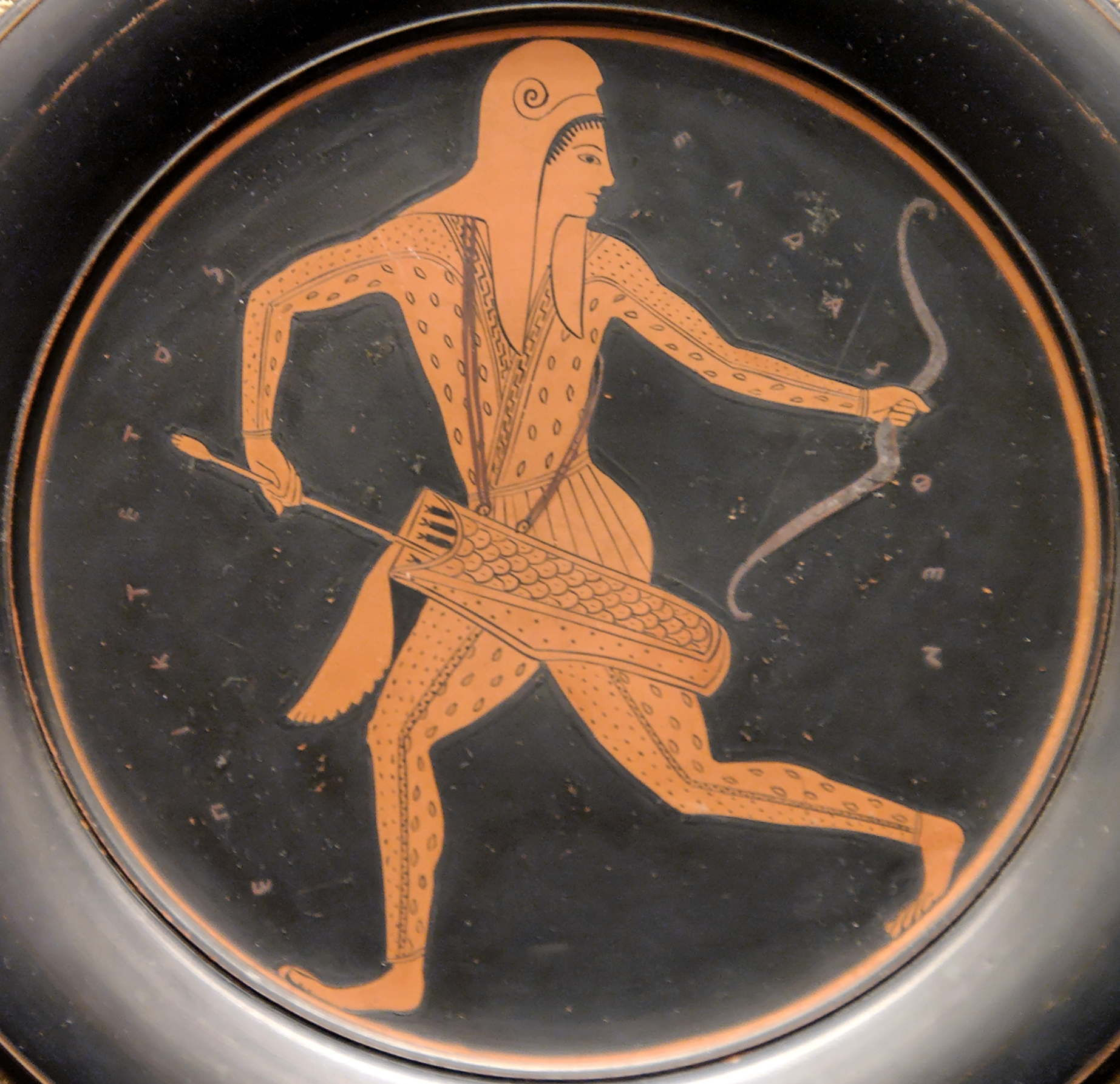
Skytisk krigare på en vasmålning av Epiktetos.

Skyterna [sk-] (fornpersiska 𐎿𐎤𐎢𐎭𐎼 Skudra) var under antiken en iranskspråkig geografisk, politisk och kulturell enhet (Skytien) snarare än en etnisk folkgrupp, som levde omkring Kaspiska havet, på de ukrainska stäpperna fram till östra Polen, i norra och östra Iran och vid Altaibergen i Centralasien. Deras räder nådde ända upp till Danmark.[källa behövs]

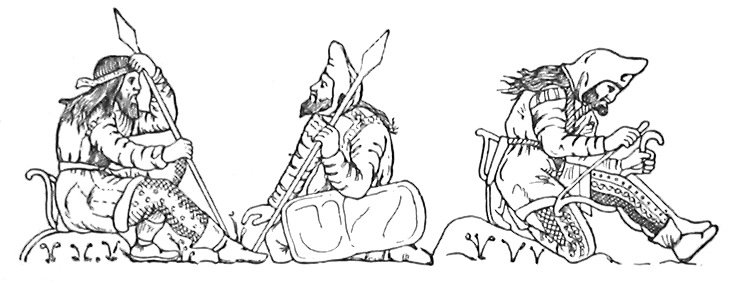
Skytiska krigare.

Stäppen mellan Dnestr och Don har under lång tid bebotts av boskapsskötande indo-iranska folk vilka anses vara en av de mest betydelsefulla skytiska grupperna. Omkring 800 f.Kr. spred de sig mot Svarta havet, Ukraina, Polen, Rumänien, Ungern och Bulgarien. Skyterna återfinns för första gången i historiska källor i slutet av 700-talet f.Kr. då de invandrade till östra Anatolien i nuvarande Turkiet.
De skytiska kungagravarna i Altaibergen är berömda för rika fynd av välbevarat organiskt material som bland annat dräkter, sadlar och resterna av en tatuerad man. Tack vare permafrosten (ständig tjäle) har materialet kunnat bevaras så väl. Den typiska skytiska djurornamentiken med kronhjorten som huvudmotiv påverkade bland annat den keltiska konsten. Även bruket av hästen i krigiska sammanhang och följaktligen förknippad utrustning som till exempel långbyxan anses vara ett resultat av kontakten med skyterna.
I boken Fortidens slagmarker (utgiven 2014) berättar arkeologen Jeanette Varberg att ryska arkeologer de sista 50 åren hittat 140 vapengravar nordväst om Svarta havet som innehåller kvinnor. Flera skelett visar spår efter strid, och på sin resa efter döden har de fått med sig sin vapenutrustning. I en av gravarna låg en 7–10-årig flicka iklädd ringbrynja och försedd med två spjut. Detta kan betyda att flickor redan i tidig ålder fick lära sig hur man hanterar vapen. Av det totala antalet funna vapengravar i området utgör kvinnogravarna 20 procent. Dessa gravar tillskrivs de nomader som kallats skyter, vilka 600 f.Kr.–200 e.Kr. behärskade stora delar av stäppen nordväst om Svarta havet. Ryska arkeologer tror att dessa kvinnliga krigare utgör bakgrunden till de historier grekerna diktade om krigande kvinnor – amazoner.